# Charles Gill
Charles Ignace-Adélard Gill (* 21. Oktober 1871 in Sorel, Québec; † 16. Oktober 1918 in Montreal) war ein kanadischer Maler, Dichter und Kunstlehrer.

## Leben

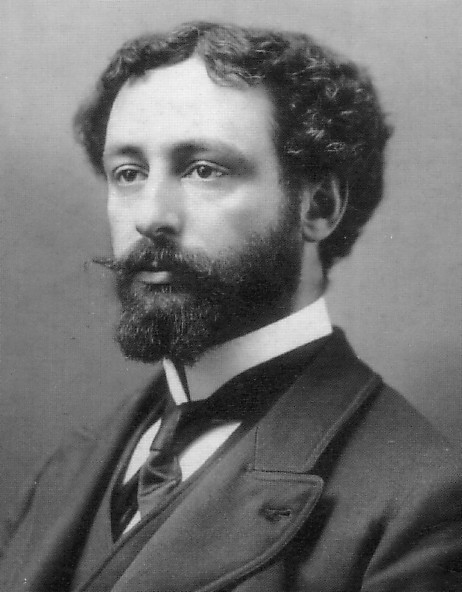
Charles Gill, 1900. Query Frères Photographes

Charles Gill wurde als Sohn von Charles-Ignace Gill, Richter am Obersten Gerichtshof von Québec, und Delphine Sénécal geboren. Er stammte aus einer angesehenen Familie; sein Großvater mütterlicherseits war der einflussreiche Geschäftsmann und Politiker Louis-Adélard Senécal. 
Gill besuchte das Collège Sainte-Marie in Montreal, das Collège de Nicolet und das Collège de Saint-Laurent. Schon in jungen Jahren zeigte sich sein zeichnerisches Talent, das von dem amerikanischen Maler George de Forest Brush, der in Pierreville zu Besuch war, gefördert wurde. Brush ermutigte ihn, seine künstlerische Ausbildung fortzusetzen, und so studierte Charles Gill 1888 an der Art Association of Montreal bei William Brymner. Später setzte er seine Studien in Paris an der École des Beaux-Arts bei Jean-Léon Gérôme fort. 
Nach seiner Rückkehr nach Montreal 1894 eröffnete Charles Gill sein eigenes Atelier. Er erhielt bedeutende Aufträge, darunter das Gemälde La Visitation für die Sacré-Cœur-Kapelle der Notre-Dame-Basilika in Montreal. Neben seiner Tätigkeit als Maler unterrichtete er Zeichnen an der École normale Jacques-Cartier, am Monument National und an der École des arts et métiers. 
Charles Gill war auch literarisch tätig und veröffentlichte Gedichte und Erzählungen. Er war Mitbegründer der École littéraire de Montréal und veröffentlichte 1900 in der Anthologie Les soirées du Château de Ramesay. Nach seinem Tod erschien 1919 eine Sammlung seiner Gedichte unter dem Titel Le Cap Éternité, poème suivi des étoiles filantes. 
Am 12. Mai 1902 heiratete Charles Gill Georgine Bélanger, die unter dem Pseudonym Gaëtane de Montreuil bekannt war. Das Paar hatte zwei Söhne, von denen nur Roger-Charles das Erwachsenenalter erreichte. Charles Gill starb am 16. Oktober 1918 in Montreal an der Spanischen Grippe, kurz vor seinem 47. Geburtstag.